# Italimpianti
Italimpianti - Società Italiana Impianti per Azioni S.p.A era una società del gruppo IRI-IRITECNA (poi Fintecna) attiva nei settori dell'ingegneria impiantistica, nel settore metallurgico e siderurgico.

## Storia

### Fondazione
Italimpianti è stata fondata da Finsider il 6 agosto 1951 con il nome di Interessenze siderurgiche S.p.A..
Nel 1957 diventa Consulenze progettazioni e costruzioni di impianti siderurgici SpA, quindi nel 1966 Società italiana impianti SpA.
Acquisisce l'ultima denominazione nel 1971, dopo aver assorbito altre aziende di progettazione industriali, tra le quali Cosider.

### Privatizzazione
Il processo di privatizzazione di Italimpianti si avvia l'11 settembre 1995.
Italimpianti venne venduta per 57,5 miliardi di lire a Fiat Impresit, società del gruppo Fiat, a Mannesmann Demag AG, controllata dalla tedesca Mannesmann e al gruppo Techint. Ognuna di queste società aveva diritto ad usare il marchio "Italimpianti" a fianco della propria ragione sociale.
L'ultimo anno prima della privatizzazione vantava 813 miliardi di lire di valore della produzione, 9 miliardi di utile netto, 1.400 unità ed un portafoglio ordini pari a 1.294 miliardi.
Le attività acquisite dalla società tedesca sono state raggruppate in Demag Italimpianti, ex Innocenti Sant'Eustacchio, che dal 1999 si scinde in SMS Demag S.p.A. (Genova, tecnologie per la riduzione diretta) e SMS Demag INNSE S.p.A. (Milano, componenti per la laminazione a caldo, tubifici e presse). Fiat Impresit, tramite Fisia, ha rilevato le attività di impiantistica ambientale (Castalia) assumendo nel contempo la denominazione Fisia Italimpianti. La Techint ha rilevato i sistemi di movimentazione, i forni elettrici e di riscaldo e le linee di trattamento dei nastri, costituendo al suo interno una nuova divisione denominata Techint Italimpianti (poi Techint Technologies).

## Sedi storiche
La sede storica dell'Italimpianti si trovava a Genova, nella zona del centro denominata Piccapietra. Alla fine degli anni '80 la sede venne spostata al nuovo grattacielo del quartiere San Benigno, denominato matitone per la pianta ottagonale, mentre la vecchia sede venne occupata dal noto quotidiano locale Il Secolo XIX.
La ditta aveva anche una sede a Taranto, presso lo stabilimento siderurgico, denominata Italimpianti SUD ed una a Piombino all'interno delle relative Acciaierie.

## Attività
Lo scopo della società era la progettazione e la costruzione di impianti ed opere ingegneristiche civili ed industriali comprese attività di manutenzione e consulenza.
Italimpianti ha realizzato e ammodernato numerosi impianti e opere civili in Italia ed all'estero, tra i quali: Bagnoli, Taranto, Cornigliano, Terni, Messico, Brasile (presso il porto di Tubarão, nelle vicinanze di Vitória), Iran (Bandar Abbas prima e Mobarakeh - Esfahan poi), Unione Sovietica (Volžskij - Volgograd), Bahrein, Danimarca (il ponte sullo Kattegat), Emirati Arabi Uniti (Dubai e Abu Dhabi), Argentina - Centrale nucleare di Embalse...
Italimpianti aveva realizzato, nel 1994, un fatturato totale pari a circa 410 miliardi di lire.
Italimpianti SpA è stata una delle società di ingegneria industriale più importanti in Italia.

## Cultura popolare
Per la Cosider ha lavorato come impiegato, negli anni sessanta, l'attore e scrittore Paolo Villaggio. Fu quasi certamente in quella circostanza che Villaggio maturò l'ispirazione per i suoi personaggi letterari (e cinematografici) di maggiore successo: il ragionier Ugo Fantozzi e l'impiegato semplice Giandomenico Fracchia.